# Koppom
Koppom ist ein Tätort in der schwedischen Provinz Värmlands län beziehungsweise der historischen Provinz Landskap Värmland.

## Geographie
Koppom liegt am Kölaälven. Koppom ist über den Länsväg 177 und die sekundäre Länsväg S 623, S 625 und S 655 an das schwedische Straßennetz angeschlossen. Er liegt etwa zwanzig Kilometer südwestlich vom Hauptort der Gemeinde Eda, Charlottenberg, entfernt.
Der Ort hat 625 Einwohner (2020).

## Sehenswürdigkeiten
- Beredskapsmuseet